# Australian Open 2003
De 91e editie van het Australische grandslamtoernooi, het Australian Open 2003, werd gehouden tussen 13 en 26 januari 2003. Voor de vrouwen was het de 77e editie. Het werd gespeeld in het Melbourne Park te Melbourne.
Het toernooi van 2003 trok 512.225 toeschouwers.

## Belangrijkste uitslagen
Mannenenkelspel

Finale: Andre Agassi (VS) won van Rainer Schüttler (Duitsland) met 6-2, 6-2, 6-1
Vrouwenenkelspel

Finale: Serena Williams (VS) won van Venus Williams (VS) met 7-6, 3-6, 6-4
Mannendubbelspel

Finale: Michaël Llodra (Frankrijk) en Fabrice Santoro (Frankrijk) wonnen van Mark Knowles (Bahama's) en Daniel Nestor (Canada) met 6-4, 3-6, 6-3
Vrouwendubbelspel

Finale: Serena Williams (VS) en Venus Williams (VS) wonnen van Virginia Ruano Pascual (Spanje) en Paola Suárez (Argentinië) met 4-6, 6-4, 6-3
Gemengd dubbelspel

Finale: Martina Navrátilová (VS) en Leander Paes (India) wonnen van Eléni Daniilídou (Griekenland) en Todd Woodbridge (Australië) met 6-4, 7-5
Meisjesenkelspel

Finale: Barbora Strýcová (Tsjechië) won van Viktorija Koetoezova (Oekraïne) met 0-6, 6-2, 6-2
Meisjesdubbelspel

Finale: Casey Dellacqua (Australië) en Adriana Szili (Australië) wonnen van Petra Cetkovská (Tsjechië) en Barbora Strýcová (Tsjechië) met 6-3, 4-4, opg.
Jongensenkelspel

Finale: Marcos Baghdatis (Cyprus) won van Florin Mergea (Roemenië) met 6-4, 6-4
Jongensdubbelspel

Finale: Scott Oudsema (VS) en Phillip Simmonds (VS) wonnen van Florin Mergea (Roemenië) en Horia Tecău (Roemenië) met 6-4, 6-4
Rolstoelmannenenkelspel

Finale: David Hall (Australië) won van Robin Ammerlaan (Nederland) met 6-1, 7-6
Rolstoelvrouwenenkelspel

Finale: Esther Vergeer (Nederland) won van Daniela di Toro (Australië) met 2-6, 6-0, 6-3

## Uitzendrechten
Het Australian Open was in Nederland en België te zien op Eurosport.
1905 · 1906 · 1907 · 1908 · 1909 · 1910 · 1911 · 1912 · 1913 · 1914 · 1915 · 1916–1918 · 1919 · 1920 · 1921 · 1922 · 1923 · 1924 · 1925 · 1926 · 1927 · 1928 · 1929 · 1930 · 1931 · 1932 · 1933 · 1934 · 1935 · 1936 · 1937 · 1938 · 1939 · 1940 · 1941–1945 · 1946 · 1947 · 1948 · 1949 · 1950 · 1951 · 1952 · 1953 · 1954 · 1955 · 1956 · 1957 · 1958 · 1959 · 1960 · 1961 · 1962 · 1963 · 1964 · 1965 · 1966 · 1967 · 1968
↓ open tijdperk ↓
1969 (m-v-md-vd-gd) · 1970 (m-v-md-vd) · 1971 (m-v-md-vd) · 1972 (m-v-md-vd) · 1973 (m-v-md-vd) · 1974 (m-v-md-vd) · 1975 (m-v-md-vd) · 1976 (m-v-md-vd) · jan 1977 (m-v-md-vd) · dec 1977 (m-v-md-vd) · 1978 (m-v-md-vd) · 1979 (m-v-md-vd) · 1980 (m-v-md-vd) · 1981 (m-v-md-vd) · 1982 (m-v-md-vd) · 1983 (m-v-md-vd) · 1984 (m-v-md-vd) · 1985 (m-v-md-vd) · 1986 · 1987 (m-v-md-vd-gd) · 1988 (m-v-md-vd-gd) · 1989 (m-v-md-vd-gd) · 1990 (m-v-md-vd-gd) · 1991 (m-v-md-vd-gd) · 1992 (m-v-md-vd-gd) · 1993 (m-v-md-vd-gd) · 1994 (m-v-md-vd-gd) · 1995 (m-v-md-vd-gd) · 1996 (m-v-md-vd-gd) · 1997 (m-v-md-vd-gd) · 1998 (m-v-md-vd-gd) · 1999 (m-v-md-vd-gd) · 2000 (m-v-md-vd-gd) · 2001 (m-v-md-vd-gd) · 2002 (m-v-md-vd-gd) · 2003 (m-v-md-vd-gd) · 2004 (m-v-md-vd-gd) · 2005 (m-v-md-vd-gd) · 2006 (m-v-md-vd-gd) · 2007 (m-v-md-vd-gd) · 2008 (m-v-md-vd-gd) · 2009 (m-v-md-vd-gd) · 2010 (m-v-md-vd-gd) · 2011 (m-v-md-vd-gd) · 2012 (m-v-md-vd-gd) · 2013 (m-v-md-vd-gd) · 2014 (m-v-md-vd-gd) · 2015 (m-v-md-vd-gd) · 2016 (m-v-md-vd-gd) · 2017 (m-v-md-vd-gd) · 2018 (m-v-md-vd-gd) · 2019 (m-v-md-vd-gd)  · 2020 (m-v-md-vd-gd) · 2021 (m-v-md-vd-gd) · 2022 (m-v-md-vd-gd) · 2023 (m-v-md-vd-gd) · 2024 (m-v-md-vd-gd) · 2025 (m-v-md-vd-gd)
Lijst van Australian Openwinnaars